# (345) Tercidina
(345) Tercidina ist ein Asteroid des inneren Hauptgürtels, der am 23. November 1892 vom französischen Astronomen Auguste Charlois am Observatoire de Nice bei einer Helligkeit von 11 mag entdeckt wurde.
Ein Bezug dieses Namens zu einer Person oder einem Ereignis ist nicht bekannt.

## Wissenschaftliche Auswertung
Aus Ergebnissen der IRAS Minor Planet Survey (IMPS) wurden 1992 Angaben zu Durchmesser und Albedo für zahlreiche Asteroiden abgeleitet, darunter auch (345) Tercidina, für die damals Werte von 94,1 km bzw. 0,07 erhalten wurden. Eine Auswertung von Beobachtungen durch das Projekt NEOWISE im nahen Infrarot führte 2011 zu vorläufigen Werten für den Durchmesser und die Albedo im sichtbaren Bereich von 99,0 km bzw. 0,06. Ein Vergleich von Daten, die von 1978 bis 2011 an der Sternwarte Ondřejov in Tschechien und am Table Mountain Observatory in Kalifornien gesammelt wurden, mit den Daten von NEOWISE ergab 2012 Werte für den Durchmesser und die Albedo von 99,1 km bzw. 0,05. Nach neuen Messungen mit NEOWISE wurden die Werte 2012 auf 101,8 km bzw. 0,05 geändert. Nach der Reaktivierung von NEOWISE im Jahr 2013 und Registrierung neuer Daten wurden die Werte 2016 angegeben mit 90,4 oder 90,8 km bzw. 0,06 oder 0,05, diese Angaben beinhalten aber hohe Unsicherheiten. Eine Untersuchung von 2020 bestimmte aus zwei Sternbedeckungen durch (345) Tercidina einen Durchmesser von 101,5 ± 4,5 km.
Nachdem die Veränderlichkeit der Helligkeit von (345) Tercidina bereits 1899 und 1901 am Harvard-College-Observatorium in Massachusetts sicher festgestellt worden war, gab es weitere photometrische Beobachtungen vom 3. bis 24. August 1902 am Boyden Observatory der Harvard University in Peru, um Anzeichen für Veränderungen in der Helligkeit festzustellen. Die in 11 Nächten aufgezeichneten Daten wurden zu einer Periode von 8,78 h ausgewertet.
Neue photometrische Messungen des Asteroiden gab es wieder am 24. und 25. März 1979 sowie vom 19. Juli bis 21. August 1980 am Table Mountain Observatory in Kalifornien. Aus der aufgezeichneten Lichtkurve wurde eine Rotationsperiode von 12,371 h bestimmt. Im Jahr 1989 erfolgte eine Neubewertung der Daten von 1979 und es wurde nun ein geringfügig geänderter Wert der Rotationsperiode von 12,374 h angegeben.
Aus den archivierten photometrischen Daten des United States Naval Observatory (USNO) in Arizona und der Catalina Sky Survey wurde in einer Untersuchung von 2013 erstmals ein dreidimensionales Gestaltmodell des Asteroiden für eine Rotationsachse mit retrograder Rotation und einer Periode von 12,3708 h berechnet. Außerdem wurde aus den Beobachtungsdaten von zwei Sternbedeckungen durch den Asteroiden am 17. September 2002 und am 15. November 2005 ein äquivalenter Durchmesser von 96 ± 10 km bestimmt.
Zwischen 2012 und 2018 wurden mit der All-Sky Automated Survey for Supernovae (ASAS-SN) auch photometrische Daten von 20.000 Asteroiden aufgezeichnet. Auf mehr als 5000 davon konnte erfolgreich die Methode der konvexen Inversion angewendet werden, darunter auch (345) Tercidina, für die in einer Untersuchung von 2021 ein verbessertes dreidimensionales Gestaltmodell für eine Rotationsachse mit retrograder Rotation und einer Periode von 12,3710 h berechnet wurde. Aus archivierten Daten des Asteroid Terrestrial-impact Last Alert System (ATLAS) aus dem Zeitraum 2015 bis 2018 konnte in einer Untersuchung von 2022 mit der Methode der konvexen Inversion eine Rotationsperiode von 12,3706 h bestimmt werden.
Abschätzungen von Masse und Dichte für (345) Tercidina ergaben in einer Untersuchung von 2012 eine Masse von etwa 2,68·1018 kg und mit einem angenommenen Durchmesser von etwa 99 km eine Dichte von 5,30 g/cm³ bei keiner Porosität. Die Werte besitzen eine Unsicherheit von ±44 %.

## Tercidina-Familie
(345) Tercidina ist namensgebendes und größtes Mitglied einer Asteroidenfamilie mit ähnlichen Bahneigenschaften, wie eine Große Halbachse von 2,27–2,42 AE, eine Exzentrizität von 0,08–0,14 und eine Bahnneigung von 9,3°–10,4°. Taxonomisch handelt es sich um Asteroiden der Spektralklasse S, L und C, die mittlere Albedo liegt bei 0,20. Der Tercidina-Familie wurden im Jahr 2019 etwa 295 Mitglieder zugerechnet.